# عبد العزيز فهد المساعيد
عبد العزيز فهد المساعيد  (1915 - 9 يوليو 2001 ) ، إعلامي وسياسي ونائب سابق في مجلس الامة الكويتي.

## سيرته البرلمانية
خاض الانتخابات التكميلية في عام 1966 وفاز بها، وشارك في انتخابات مجلس الأمة الكويتي 1967 في الدائرة الثامنة، وحصل على 761 صوت وحل بالمركز الثاني وفاز بالانتخابات، وشارك في انتخابات مجلس الأمة الكويتي 1971 في الدائرة الثامنة وحصل على 612 صوت وحل المركز الثاني وفاز بالانتخابات، وشارك في انتخابات مجلس الأمة الكويتي 1975 في الدائرة الثامنة وحصل على 877 صوت وحل بالمركز الثاني وفاز بالانتخابات، وشارك في انتخابات مجلس الأمة الكويتي 1981 في الدائرة التاسعة، وحصل على 237 صوت وحل بالمركز الرابع وخسر بالانتخابات، ثم ترشح لانتخابات المجلس الوطني الكويتي السابق عام 1990 واصبح رئيس المجلس.

## نشاطه الصحفي
- صاحب أول صحيفة يومية في الكويت وهي صحيفة الرأي العام، ولقب بعميد الصحافة الكويتية[6]
- رئيس تحرير جريدة «الديلى نيوز» باللغة الإنجليزية في عام 1964.[7]
- رئيس تحرير مجلة دنيا العروبة في عام 1967.
- رئيس تحرير مجلة سعد للاطفال.
- عضو مؤسس لجمعية الصحفيين الكويتيين.